# 추적 금지
추적 금지(Do Not Track, 두 낫 트랙, DNT) 헤더는 제안된 HTTP 헤더 필드 DNT로 웹 애플리케이션으로 하여금 사이트 내부, 혹은 다른 사이트를 거쳐서 개인 사용자를 추적하는 행위를 거부하는 요청을 보내주는 것을 가리킨다. 추적 금지를 표준화하려는 시도는 2009년 크리스토퍼 소고이안, 시드 스탐, 댄 카민스키에 의해 처음 시작되었다.
모질라의 파이어폭스가 이 기능을 구현한 최초의 브라우저이다. 이후, 인터넷 익스플로러, 애플의 사파리, 오페라, 구글 크롬 모두 나중에 지원을 추가하였다.

## 같이 보기
- P3P